# Hannah Herzsprung
Hannah Herzsprung (n. Hamburgo, 7 de septiembre de 1981) es una actriz alemana de cine y televisión. Ha aparecido en numerosas series de televisión alemanas de éxito como SOKO Leipzig, Colonia Brigada Criminal, H+: The Digital Series y Babylon Berlin.

## Biografía
Hannah Herzsprung es hija del actor Bernd Herzsprung y de la diseñadora de moda Barbara Engel. Hizo su debut como actriz en la serie de la BR Aus heiterem Himmel en 1997, asumiendo el papel de Miriam "Mimi" Pauly desde el inicio de la cuarta hasta la última temporada. Se graduó en 1998 del internado inglés Hurtwood House Performing Arts en Dorking, Surrey. Desde 1999 tomó clases privadas de actuación.

## Filmografía
La siguiente es una selección de su filmografía:
| Año  | Título                                         | Papel                 | Notas |
| ---- | ---------------------------------------------- | --------------------- | ----- |
| 2017 | Babylon Berlin                                 | Helga Rath            |       |
| 2015 | Traumfrauen                                    |                       |       |
| 2014 | Who Am I                                       | Marie                 |       |
| 2014 | Die geliebten Schwestern                       | Caroline von Beulwitz |       |
| 2013 | Der Geschmack von Apfelkernen                  | Iris                  |       |
| 2012 | Wie zwischen Himmel und Erde                   | Johanna               |       |
| 2012 | H+: The Digital Series                         | Manta                 |       |
| 2011 | Hell                                           | Marie                 |       |
| 2010 | Habermann                                      | Jana Habermann        |       |
| 2009 | Vision – From the Life of Hildegard von Bingen | Richardis von Stade   |       |
| 2009 | Lila, Lila                                     | Marie                 |       |
| 2008 | The Reader                                     | Julia Berg            |       |
| 2008 | The Baader Meinhof Complex                     | Susanne Albrecht      |       |
| 2006 | Four Minutes                                   | Jenny Von Loeben      |       |
| 2006 | Life Actually (Das wahre Leben)                | Florina Krüger        |       |